# Flegias
(Inferno VIII 18)
Flegias (in greco Φλεγύας Phlegýās) è una figura della mitologia greca, citata anche da Dante nel Canto VIII dell'Inferno.

## Genealogia
Flegias è indicato come figlio di Ares e di Crise (figlia di Almo),  da Pausania, o di Ares e Dotis (altrove sconosciuta) dallo Pseudo Apollodoro. Secondo quest'ultimo autore non ebbe figli, mentre altrove è indicato come padre di Coronide, amata da Apollo, e di Issione. Secondo una versione, la sposa di Flegias e madre di Coronide fu Cleofema, a sua volta figlia della musa Erato e del mortale Malo.

## Nella mitologia antica
Flegias fu re dei Lapiti, una popolazione della Tessaglia, ma secondo Pausania successe a Eteocle come re di Orcomeno, in Beozia, e fondò nei paraggi una città a cui diede il suo nome.
Per vendicare la morte della figlia Coronide, uccisa da Artemide su ordine di Apollo, Flegias tentò di incendiare il tempio del dio a Delfi, uno dei santuari più importanti della Grecia: per questo affronto Apollo, dopo averlo crivellato di frecce, lo scaraventò nel Tartaro e lo condannò a stare per l'eternità con un enorme masso sempre sul punto di cadergli addosso. La sua storia è narrata nell'Eneide e nella Tebaide di Stazio.
Un altro mito racconta che venne ucciso dai re di Tebe Lico e Nitteo.

## Nella Divina Commedia
Nell'ottavo canto dell'Inferno Dante e Virgilio si trovano davanti alla palude dello Stige, dove sono puniti gli iracondi e gli accidiosi: qui ricevono aiuto da Flegias, le cui sembianze e il cui vero ruolo sono taciuti.
Se sembra improbabile che sia un traghettatore per i peccatori di passaggio ai cerchi inferiori, essendovi le anime spedite direttamente da Minosse dopo il suo giudizio, potrebbe essere colui che getta i peccatori nella palude; in ogni caso Dante si preoccupa solo di citare la sua sovreccitazione, testimoniata dalle sue grida sia all'arrivo che alla discesa dei due poeti sulla sua barca.

## Nell'arte

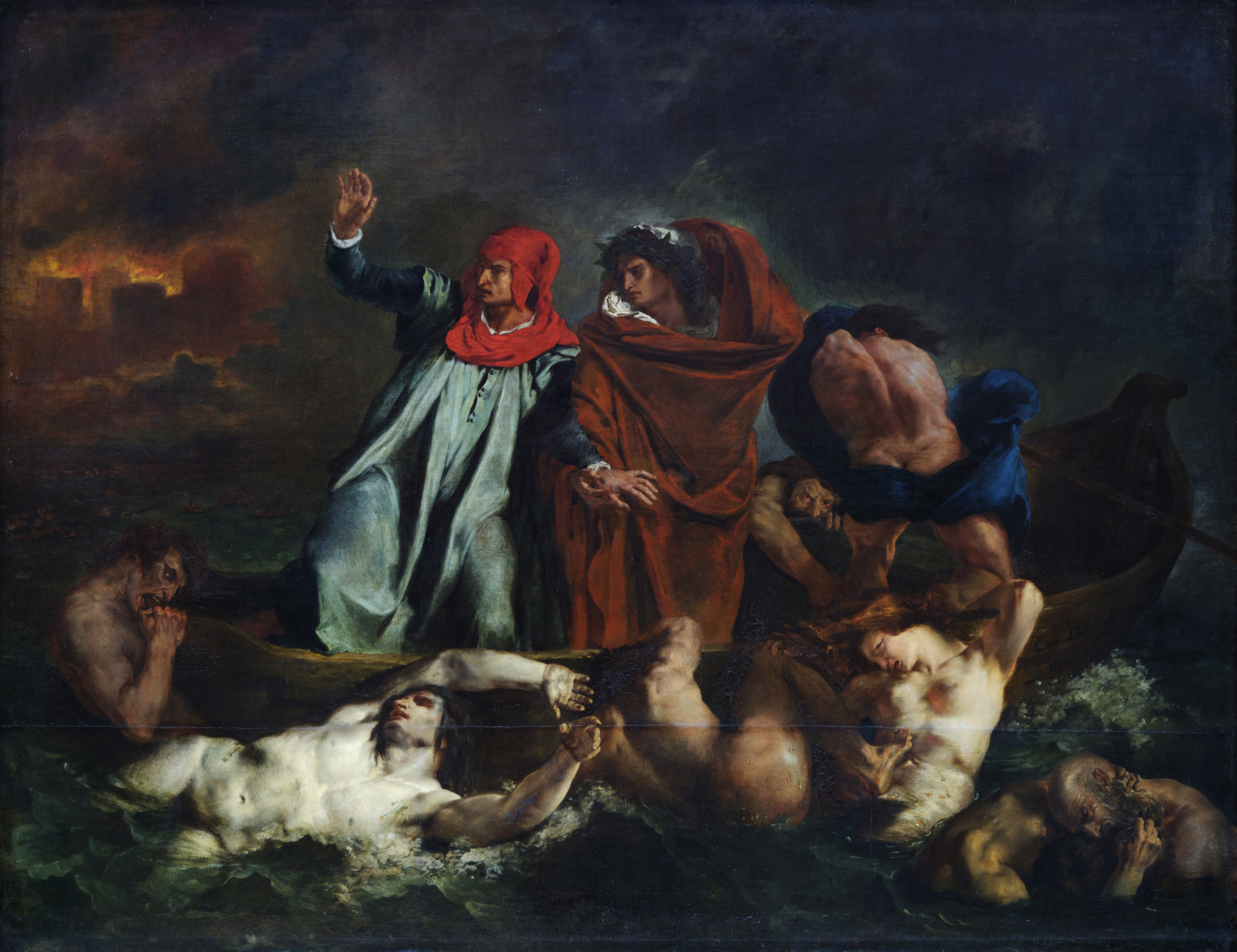
La barca di Dante, Eugène Delacroix (1822), Flegias è raffigurato di tergo con un remo in mano.

Viene rappresentato da Eugène Delacroix nel celebre dipinto La barca di Dante (1822), di schiena mentre è intento a traghettare i due poeti al di là dello stige.

## Etimologia del nome
Il nome Flegias indica un avvoltoio dal piumaggio rosso e richiama il termine greco "phlego" e il termine latino "flagro", tradotti entrambi come "incendio": questa derivazione e la storia stessa del personaggio lo rendono appunto emblema di un'ira fulminea e deflagrante.